# Departamento de Maturín
El departamento de Maturín fue una subdivisión administrativa y territorial de la Gran Colombia, ubicada en el noreste de la actual Venezuela.

## Historia
Fue creado el 18 de abril de 1826 cuando se decretó una ley adicional a la de 1824 que reorganizó las provincias de Apure, Barinas y Guayana como el departamento del Orinoco, mientras que las provincias de Cumaná, Barcelona y Margarita formaron el departamento de Maturín.

## Divisiones administrativas
El departamento se subdividía en provincias y éstas en cantones. La capital departamental era Cumaná. De acuerdo a las leyes de la Gran Colombia, a la cabeza del gobierno civil del departamento se hallaba un intendente y la autoridad militar estaba representada por el comandante general del Departamento.
El departamento estaba constituido de 3 provincias y 16 cantones:
- Provincia de Barcelona. Capital: Barcelona. Cantones: Barcelona, Aragua de Barcelona, Pilar, Piritu, San Diego y Pao.

- Provincia de Cumaná. Capital: Cumaná. Cantones: Cumaná, Carúpano, Cumanacoa, Maturín, Cariaco, Aragua Cumanés, Río Caribe y Güiria.

- Provincia de Margarita. Capital: Asunción. Cantones: Asunción y Norte (cabecera Santa Ana del Norte).